# Rebolledo de Traspeña
Rebolledo de Traspeña es una localidad situada en la provincia de Burgos, comunidad autónoma de Castilla y León (España), comarca de Páramos, ayuntamiento de Humada.

## Datos generales
En 2024, contaba con 8 habitantes. Está situado a 5 km al este de la capital del municipio, Humada, entre Fuenteodra y Valtierra de Albacastro, próxima a las fuentes del río Odra.
Localización coordenadas: 42º68´21´´N 4º13´28´´ O

## Situación administrativa
Entidad Local Menor cuyo alcalde pedáneo es Florencio Ortega Alonso, del Partido Popular.

## Historia
El geotopónimo hace referencia a la Peña Amaya, de ahí que la señale como "traspeña". En su término esta constatada la presencia de hasta dos castros prerromanos (Rebolledo de Traspeña I y II) atribuidos a los Cántabros
En la donación correspondiente a la fundación del Monasterio de San Salvador de Oña por Sancho de Castilla en 1011, se menciona in alfoc de Amaia, tanto Rebolledo (Ecclesia Sancte Marie de domno Dauid) como la ermita de Rebolledillo.
Es un lugar en la Cuadrilla de Valdelucio en el Partido de Villadiego, uno de los catorce que formaban la Intendencia de Burgos, durante el periodo comprendido entre 1785 y 1833, en el Censo de Floridablanca de 1787, jurisdicción de señorío, alcalde pedáneo.
Antiguo municipio de Castilla la Vieja en el partido de Villadiego cuyo código es INE-095116.
En el censo de 1842 contaba con 16 hogares y 55 vecinos.
Entre el censo de 1857 y el anterior, este municipio desaparece, porque se integra en el municipio 09548 Villamartín de Villadiego.

## Parroquia
- Titular: San Julián Obispo
- Arciprestazgo: Amaya
- Unidad Pastoral: Humada-Amaya

## Imágenes

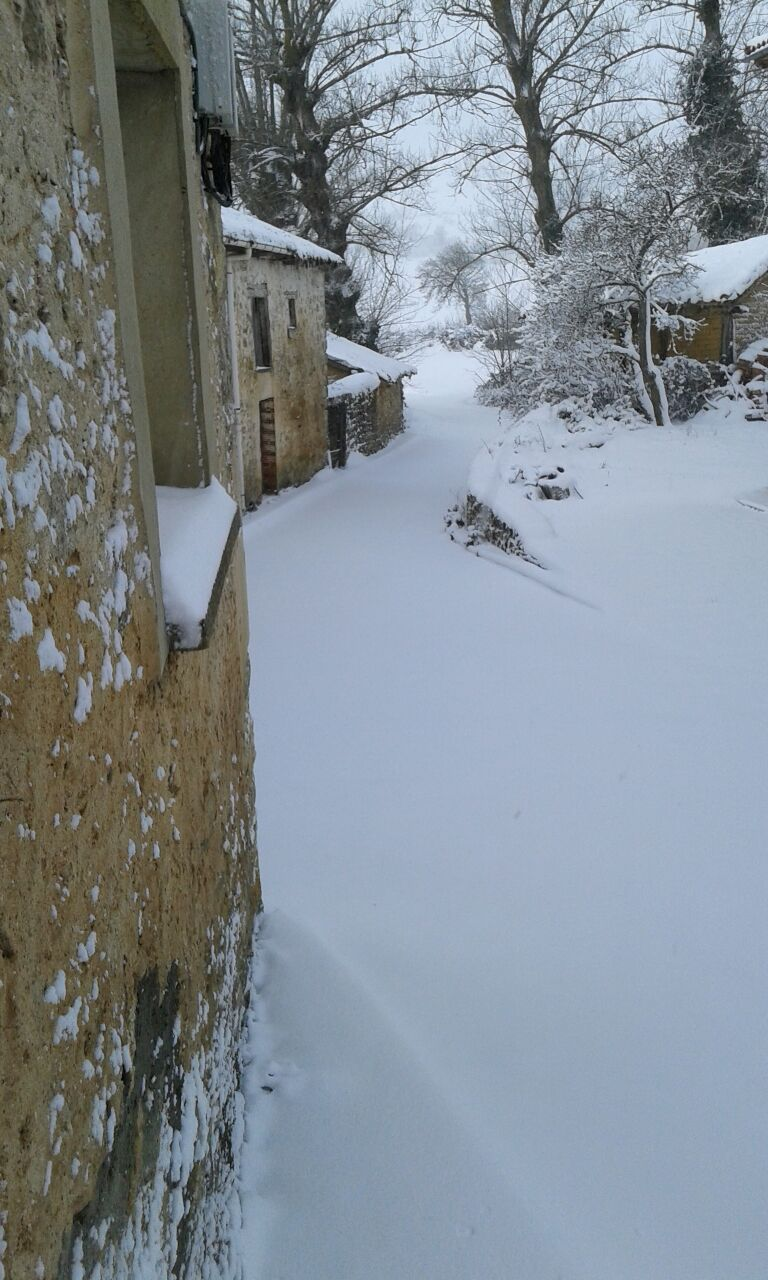
Un calle nevada del pueblo
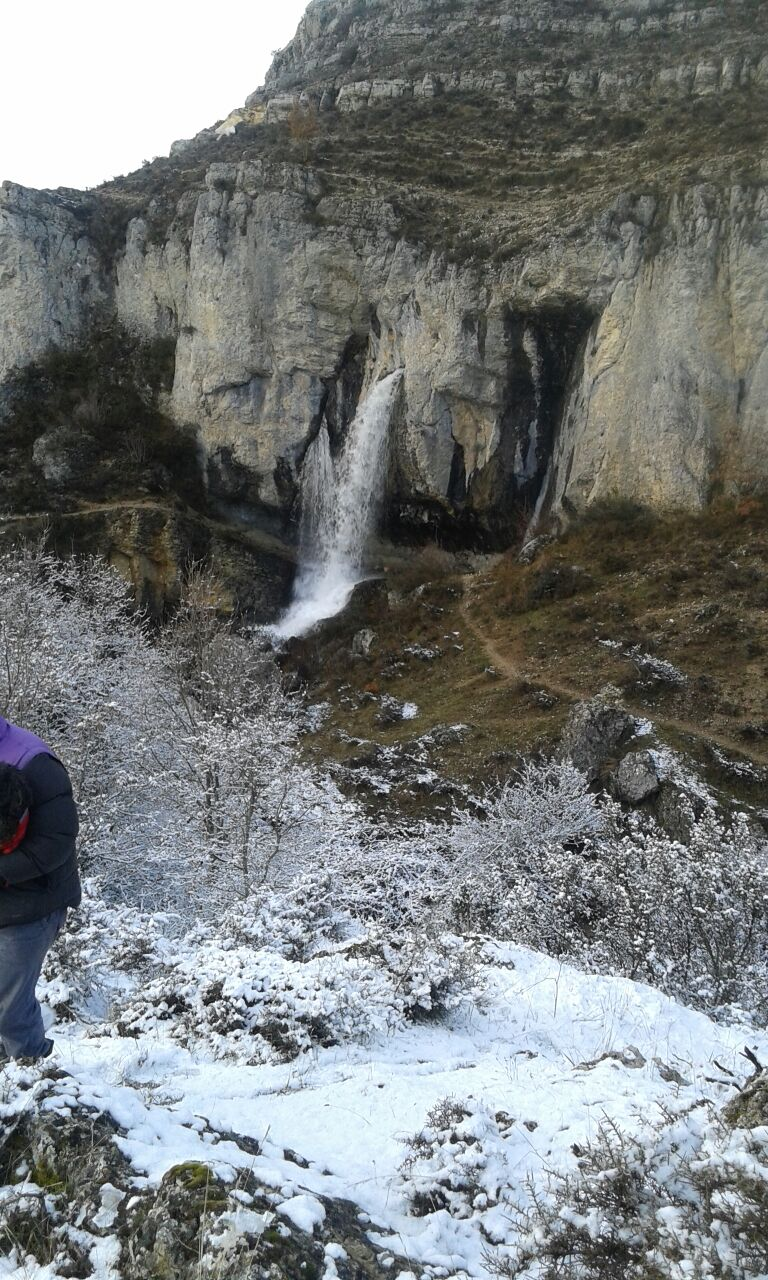
Cascada Yeguamea
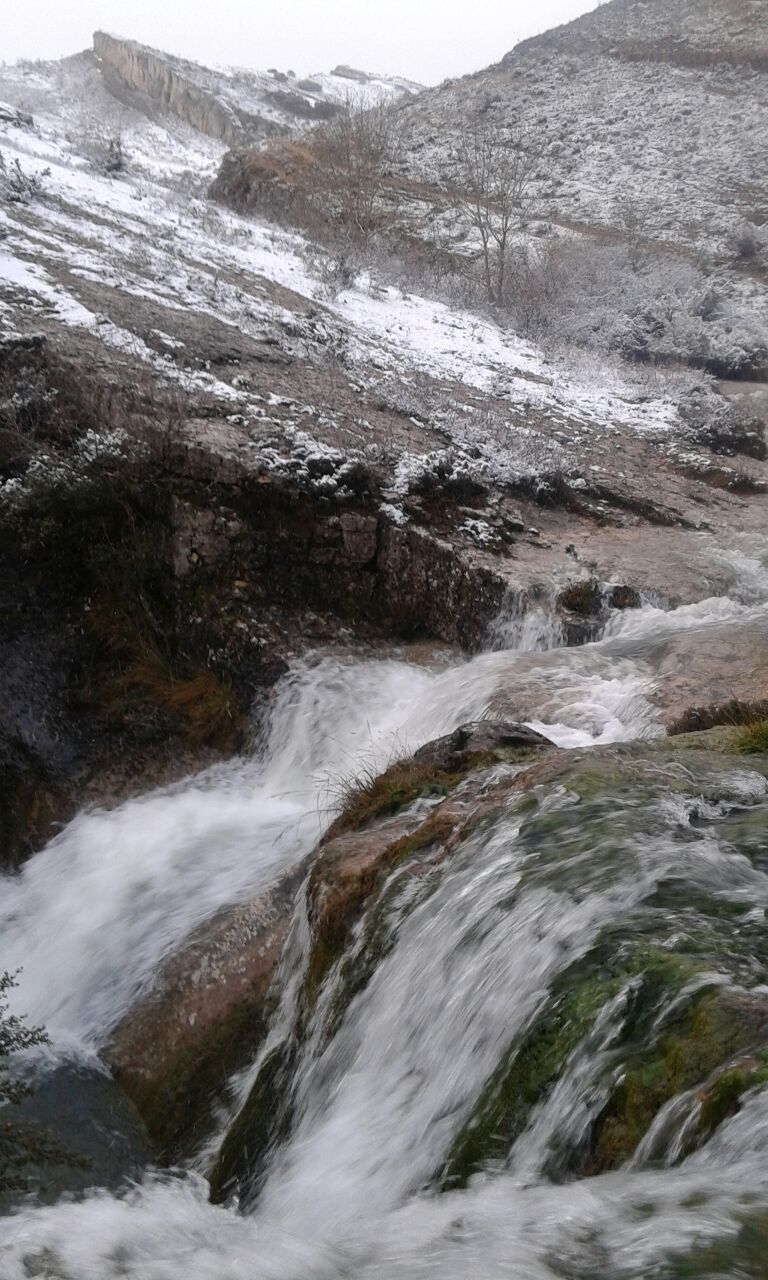
Pozo los Corrales
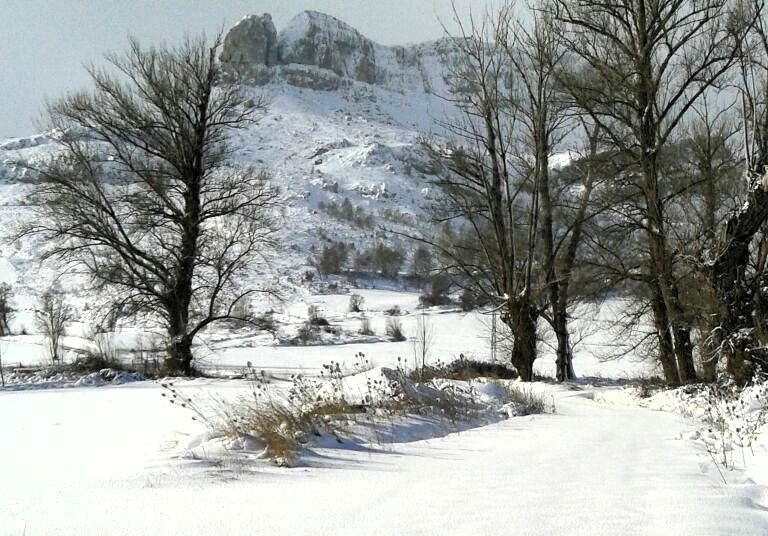
Peña Mediodía